# Claudia Guri Moreno
Claudia Gori Moreno (Les Escalades, 1. svibnja 1995. -) je andorska atletičarka i natjecateljica u troskoku, skoku u dalj i skoku u vis. Bila je jedina predstavnica Andore na Svjetskom prvenstvu u atletici u Pekingu. 
Osim atletikom, bavi se i košarkom, te nastupa za Andorsku košarkašku reprezentaciju do 16 godina.

## Vanjske poveznice
- Claudia Guri košarkaški profil (engl.) na basketballeurobasket.com